# Leopoldo Rother
Leopold Siegfried Rother Cuhn (27 de agosto de 1894 - 3 de julio de 1978) fue un arquitecto, urbanista, pedagogo y melómano colombo-alemán, que desarrolló una serie de importantes proyectos principalmente en la República de Colombia.

## Inicios
Nacido en Breslavia, hoy en día Polonia. Comenzó sus estudios de Arquitectura en la Universidad de Karlsruhe los cuales se vieron interrumpidos para prestar el servicio militar durante la Primera Guerra Mundial.Cuando el conflicto finalizó, continuó sus estudios, graduándose como arquitecto en 1920 en la ciudad de Berlín. Comenzó su carrera como arquitecto en 1925 trabajando durante diez años en la construcción de varios edificios para el Estado Alemán entre los que se destacan un conjunto de trece edificaciones y los campos deportivos de la Academia de Minería de Clausthal-Zellerfeld y el reformatorio carcelario de la ciudad de Brandeburgo ubicado en la entonces República de Weimar. Durante estos años tuvo contacto con el movimiento de la Bauhaus que marcaría su estilo posterior.

## Éxodo hacia Suramérica
En 1933 el Partido Nazi comienza a gobernar en Alemania lo que produce que Rother sea destituido de su cargo estatal como arquitecto en 1935, pues su familia era de origen judío. Ante la desesperante situación política, Rother debe huir en 1936 junto con su esposa Susana Trevenfels y sus dos hijos (Hans y Ana Rother) hacia Colombia para luego obtener uno de los puestos de arquitecto ofrecidos por el gobierno de Alfonso López Pumarejo en la Dirección de Edificios Nacionales. En 1948 recibió la nacionalidad colombiana.

## Proyectos en Colombia

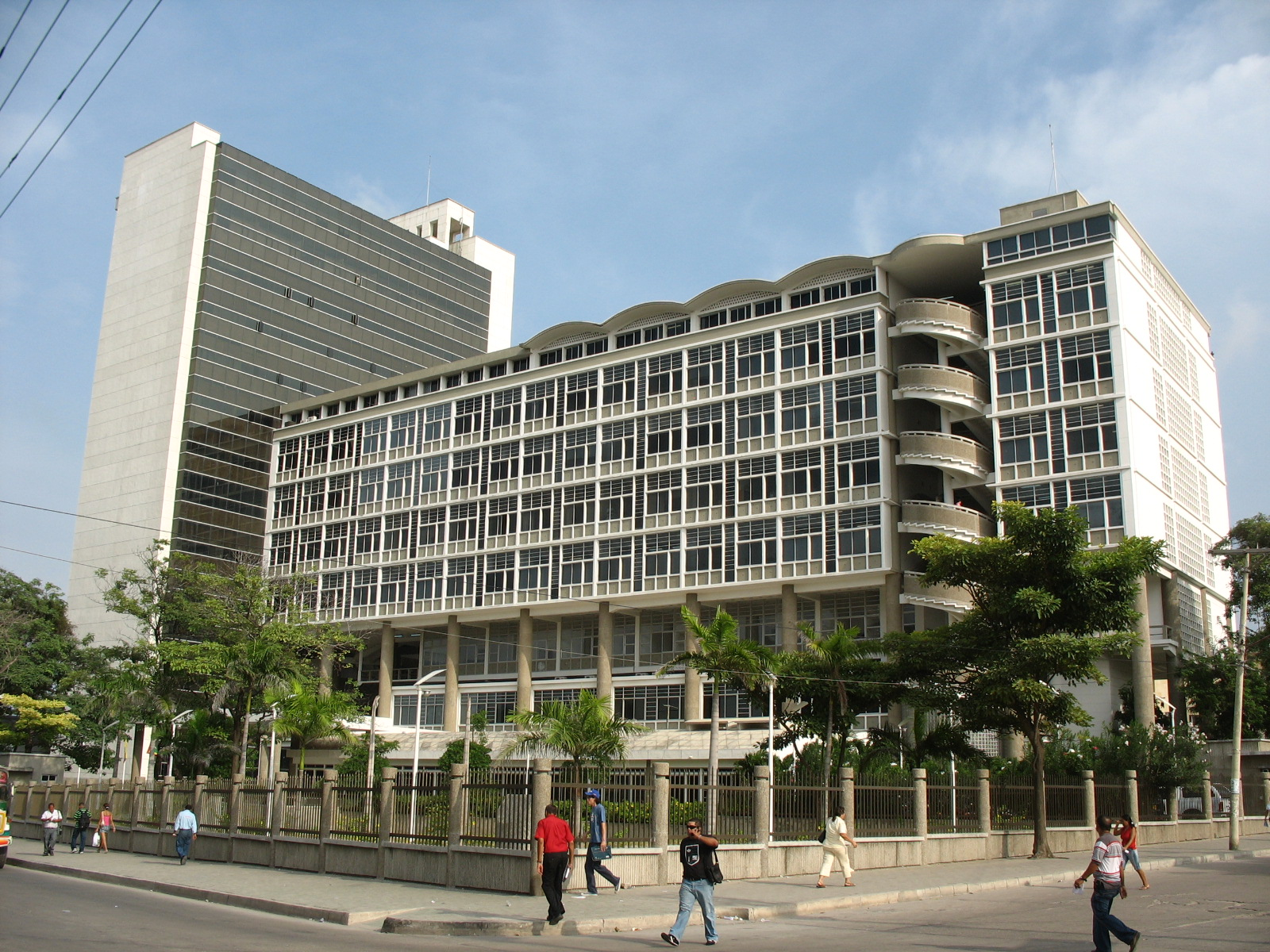
Edificio Nacional (1945, derecha), Barranquilla.

Después de su llegada en 1936 y hasta 1961 trabajó para la Dirección de Edificios Nacionales del Ministerio de Obras Públicas donde desarrolló importantes proyectos junto al genial calculista de estructuras colombiano Guillermo González Zuleta en el marco del espíritu modernizador del gobierno colombiano con Alfonso López Pumarejo a la cabeza entre los que se cuentan la Ciudad Universitaria de Bogotá de la Universidad Nacional de Colombia, la ciudad escolar en Santa Marta, una escuela normal de varones en Pamplona, un hospital para la población de Concordia, varias oficinas de los correos nacionales, el Estadio Eduardo Santos, la plaza de mercado de Girardot, el complejo arquitectónico del centro cívico y el edificio Nacional de Barranquilla.

## La Ciudad Universitaria
El primer proyecto encargado a Rother fue la planeación de la Ciudad Universitaria que buscaba agrupar en un solo campus las facultades de la Universidad Nacional de Colombia que se encontraban diseminadas por toda la ciudad de Bogotá. Para este trabajo contó con la ayuda del pedagogo alemán Fritz Karsen que luego de un exhaustivo análisis de las falencias y necesidades de la universidad planteó una división en cinco zonas básicas que Rother plasmó en una propuesta oval con forma de búho para el nuevo campus. Además del proyecto urbanístico del campus, diseñó varios edificios, el estadio y las porterías de la ciudad universitaria, convirtiéndose este proyecto en el más importante de su vida.

## Profesor y pedagogo
En el año de 1938 comenzó a impartir clases para los estudiantes de la Facultad de Arquitectura de la Universidad Nacional de Colombia donde se encargó principalmente del área de teoría arquitectónica hasta el año de su muerte. También fue profesor de importantes universidades colombianas como la Javeriana, y la América. En el año de 1977 es condecorado con la Cruz de Boyacá en el grado de Oficial. Al siguiente año muere.